# 梅格·哈里斯
梅格·哈里斯（英語：Meg Harris，2002年3月7日—）是一名出生於澳大利亞的游泳運動員，曾經獲得2020年夏季奧林匹克運動會女子4×100公尺自由式接力比賽金牌。

## 外部連結
- 梅格·哈里斯的Instagram帳戶